# 南郭庄
南郭庄，為1920年~1933年間存在之行政區，轄屬台中州彰化郡。今彰化縣彰化市西部及南部。

## 街原名
原屬線東堡下之南門口庄、大埔庄、西門口庄、西勢仔庄、莿桐脚庄
- 南門口改稱南郭

## 行政區劃
南郭庄轄域內分為南郭、大埔、西門口、西勢子、莿桐脚五個大字。
- 南郭大字下有「南郭」、「坑子內」小字名
- 西勢子大字下有「過溝子」、「西勢子」小字名[1]

1933年12月南郭庄與彰化街、大竹合併成立彰化市。